# Jacob de Heusch

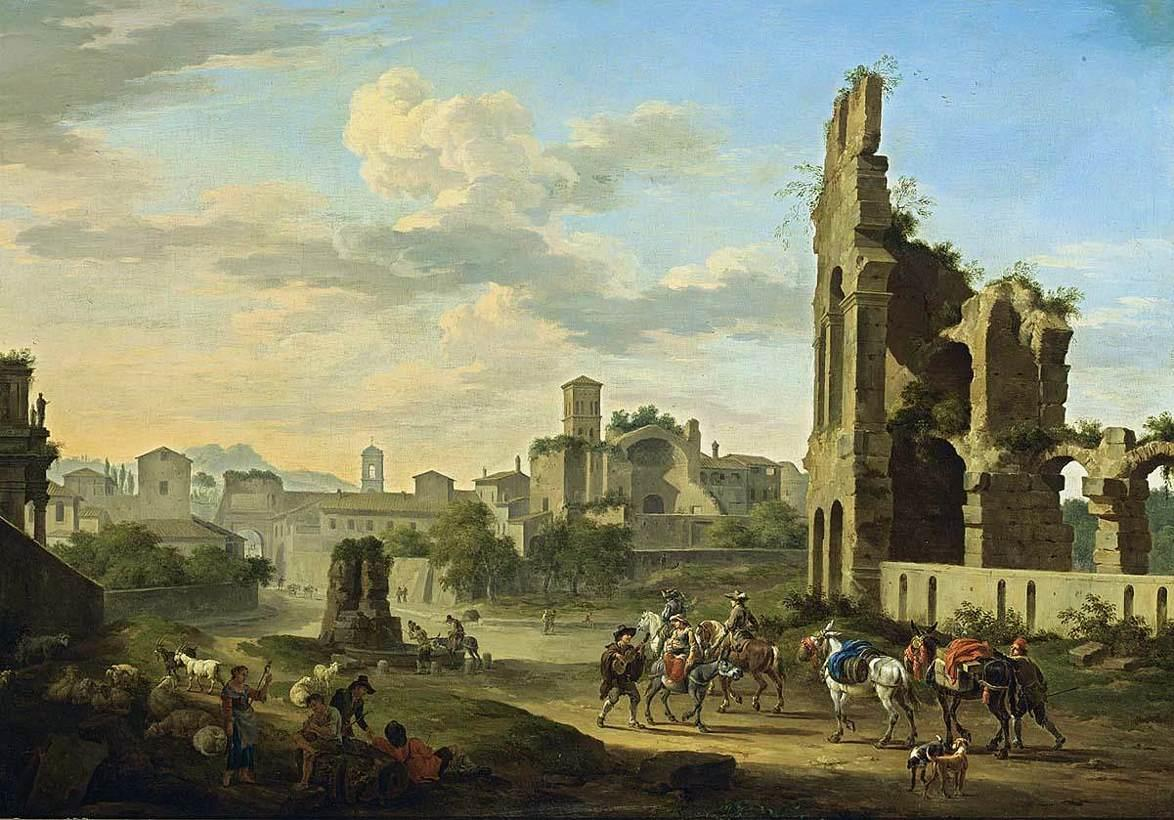
Veduta del Foro Romano (1694)

Jacob de Heusch (Utrecht, 1657 – Amsterdam, 1701) è stato un pittore e incisore olandese, del secolo d'oro olandese.

## Biografia

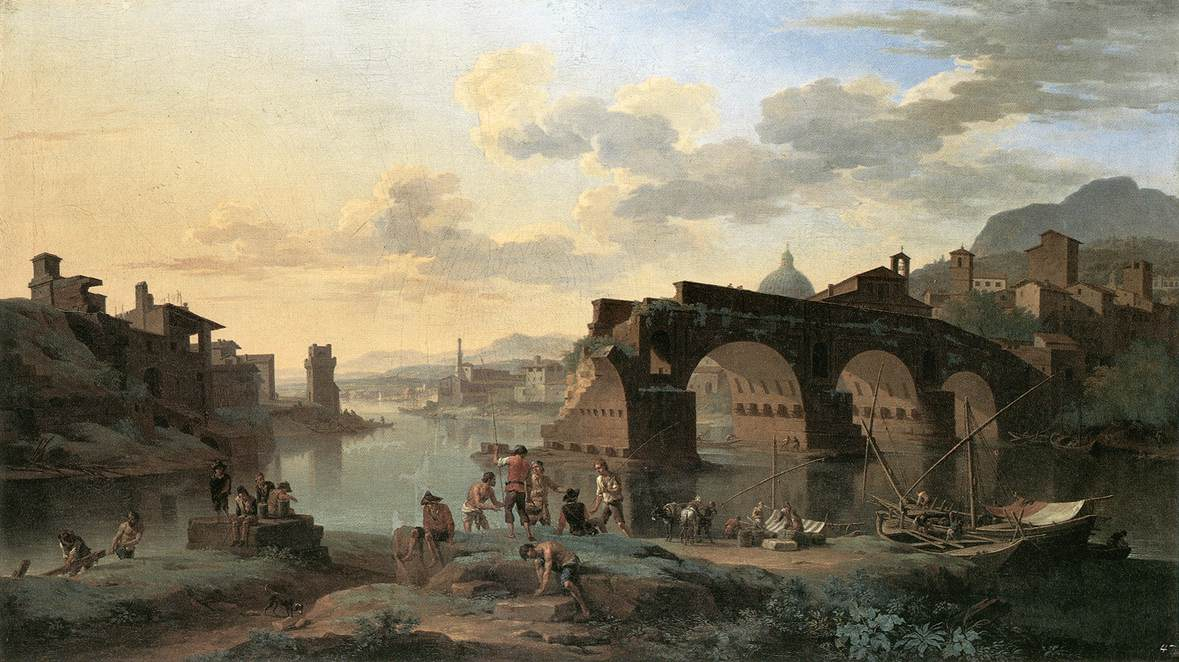
Veduta di Roma e il Ponte Rotto (1696)

Nipote di Willem de Heusch, fu da questi istruito nell'arte della pittura paesaggistica.
Nel gennaio 1675 è citato per la prima volta come affiliato alla Schildersbent con lo pseudonimo di Affdruck (copista) per il suo stile così simile a quello dello zio Willem. Non è noto quanto tempo fosse rimasto a Roma, ma sicuramente non poco, dato che nel 1696 lavorava a Venezia per il segretario Lucatelli e nelle sue opere compaiono motivi paesaggistici presi da Roma e dai suoi dintorni.
Nel 1699, l'artista ritornò ad Utrecht dove morì due anni più tardi.
Jacob de Heusch appartiene alla generazione di olandesi che visitarono Roma, per periodi di tempo variabili, nell'ultimo quarto del secolo XVII. Diversamente dai Bamboccianti della precedente generazione, come Johannes Lingelbach, che erano interessati alla vita del popolo nella vecchia città, questi artisti invece erano attratti dal paesaggio romano e della sua campagna, come immortalati da Claude Lorrain e Gaspard Dughet.
Eseguivano schizzi delle vedute e degli edifici più interessanti visti durante le loro passeggiate. La maggior parte di questi artisti, come pure Jacob de Heusch, utilizzavano poi questi schizzi per realizzare dipinti di paesaggi ideali, sullo stile dei maestri sopra citati.
La maggior parte delle opere di de Heusch sono paesaggi concepiti liberamente, contenenti motivi topografici in uno stile che ricorda Gaspard Dughet e i paesaggi barocchi di Salvator Rosa, con gruppi di figure in primo piano ed efficaci effetti architettonici che probabilmente influenzarono le opere del giovane Luca Carlevarijs.
Ci sono giunte alcune sue incisioni di paesaggi di sua composizione.

## Opere
- Veduta del Foro Romano con cavalieri, muli, viaggiatori in primo piano assieme a pastori che suonano ed il loro gregge, olio su tela, 54 x 77 cm, firmato, 1694, collezione privata[4]
- Veduta del fiume con il Ponte Rotto, olio su tela, 59,8 x 106 cm, Herzog Anton Ulrich-Museum, Braunschweig, 1696[2][5]
- Porto italiano, olio su tela, 52 x 71 cm, 1697, Museo dell'Ermitage, San Pietroburgo[2]
- Approdo su un lago, 1699, Vienna[3]
- Panorama serale italiano, olio su tela, 69 x 88 cm, 1699, Kunsthistorisches Museum, Vienna[6]
- Paesaggio con fiume e barcaioli, olio su tela, 57,5 x 84 cm, firmato[7]
- Insenature rocciose mediterranee con banditi, 2 opere, olio su tela, 50,8 x 100,5 cm[8]
- Paesaggio italiano, olio su tela, 94 x 123 cm, collezione privata[2]
- Assalto di briganti, Musei del Castello, Palazzo della Corte Ducale, Sala delle Asse, Milano[9]
- Paesaggio arcadico, olio su tela, La Salle University Art Museum, Filadelfia[10]

- "Paesaggio con cascata", olio su tela, Sala delle Lacche Verdi, Museo Ca'Rezzonico, Venezia;

- "Paesaggio con marina", olio su tela, Sale delle Lacche Verdi, Museo Ca'Rezzonico, Venezia.